# Nambuangongo
Nambuangongo ist ein Landkreis in Angola.

## Geschichte
Nambuangongo wurde insbesondere im Zusammenhang mit dem Portugiesischen Kolonialkrieg bekannt. Die Unabhängigkeitsbewegung UPA, aus der kurz später die FNLA hervorging, hatte 1961 den bewaffneten Kampf aufgenommen und hier ihr Hauptquartier bezogen. Portugiesische Einheiten eroberten im August 1961 das Gebiet und das Hauptquartier. 
Der portugiesische Dichter und spätere sozialistische Politiker und Präsidentschaftskandidat Manuel Alegre nahm als Soldat dabei an Kämpfen teil. Er verarbeitete die blutigen Zusammenstöße in einem Gedicht, welches weite Bekanntheit erlangte, und von Paulo de Carvalho vertont wurde. 2010 kehrte Alegre an den Ort zurück und legte Blumen am Grab dort bestatteter Soldaten nieder.

## Verwaltung
Nambuangongo ist ein Kreis (Município) in der Provinz Bengo. Hauptort des Kreises ist Muxiluando.
Der Kreis hat 5604 km² und etwa 120.000 Einwohner. Die Nachbarkreise sind, im Uhrzeigersinn und im Norden beginnend: Ambuila, Quitexe, Dembos, Ambriz und Dande.
Der Kreis Nambuangongo besteht aus sieben Gemeinden (Comunas):
- Cage Mazumbo (auch Kage)
- Canacassala (auch Kanacassala)
- Gombe
- Kicunzo
- Kixico
- Muxiluando
- Zala